# Болден, Джанет
Джанет Болден (англ. Jeanette Bolden(-Pickens); род. 26 января 1960, Лос-Анджелес, Калифорния) — американская легкоатлетка (бег на короткие дистанции), чемпионка летних Олимпийских игр 1984 года в Лос-Анджелесе.

## Биография
На домашней летней Олимпиаде в Лос-Анджелесе Болден выступала в беге на 100 метров и эстафете 4×100 метров. В коротком спринте заняла 4-е место с результатом 11,25 с и осталась за чертой призёров. В эстафете команда США (Элис Браун, Джанет Болден, Чандра Чизборо, Эвелин Эшфорд), за которую Болден бежала на втором этапе, стала олимпийской чемпионкой (41,65 с), опередив команды Канады (42,77 с) и Великобритании (43,11 с).
В 1988 году Болден порвала ахиллово сухожилие и вынуждена была завершить свою спортивную карьеру. Она переключилась на тренерскую деятельность. Сначала она была помощником тренера в Калифорнийском университете, а в 1994 году стала главным женским тренером университета. Затем она стала главным тренером Университета Центральной Флориды, а в 2008 году была главным тренером женской сборной США на летних Олимпийских играх 2008 года в Пекине.
Затем Болден вернулась в Лос-Анджелес, в свою пекарню, которой управляли её родители и где она работала в детстве. Она взяла на себя управление магазином и сделала его популярным.